# Microrégion de Moji-Mirim
La microrégion de Moji-Mirim est l'une des cinq microrégions qui subdivisent la mésorégion de Campinas de l'État de São Paulo au Brésil.
Elle comporte 7 municipalités qui regroupaient 382 560 habitants en 2010 pour une superficie totale de 2 345 km².

## Municipalités[1]
- Artur Nogueira
- Engenheiro Coelho
- Estiva Gerbi
- Itapira
- Mogi Guaçu
- Mogi Mirim
- Santo Antônio de Posse